# Ellex Medical Lasers
Ellex Medical Lasers — международная компания, занимающаяся разработкой, производством и реализацией твердотельных офтальмологических лазеров и основанных на них систем фотоперфораторов, фотокоагуляторов и систем для селективной лазерной трабекулопластики (SLT), предназначенных для операций на сетчатке, по поводу катаракты и глаукомы.
Штаб-квартира — в Аделаиде (Австралия), филиалы — в США, Японии и Франции.
Ключевые фигуры:
- основатель, президент и технический директор — Виктор Превин (Victor Previn);
- главный исполнительный директор — Питер Фэлзон (Peter Falzon);
- главный операционный директор — Кевин МакГиннесс (Kevin McGuinness);
- президент Ellex-Япония — Й. Изода (Y. Isoda);
- президент Ellex-США — Билл Суэйм (Bill Swaim).

## Экономические показатели
Оборот в 2007 фискальном году — 44 млн долл., операционная прибыль — 4,6 млн долл., чистая прибыль — 2,5 млн долл. Рыночная капитализация — около 60 млн долл.

## История
Ellex основана в 1985 году в качестве подразделения Quentron Optics — австралийской компании по производству научных лазеров. Первые продукты — системы фотоперфораторов, появившиеся в 1988 году (вскоре после заключения соглашения об OEM с компанией Alcon) — продавались под маркой Laserex. В 1999 году было заключено второе (касающееся YAG-лазеров) соглашение об OEM с фирмой Coherent Medical, распространённое в 2001 году и на SLT-системы.
В 2001 году Ellex провела IPO и акции компании начали торговаться на австралийской фондовой бирже. В следующие полтора года лазерная промышленность испытала спад, и компании пришлось запустить долгосрочную программу НИОКР для расширения модельного ряда. С марта 2006 года компания производит продукты исключительно под маркой Ellex.
В декабре 2006 года фирма приобрела компанию Innovative Imaging Inc. — разработчика и производителя ультразвуковых офтальмологических диагностических систем.